# 雲林院 (能)
『雲林院』（うんりんいん）は、能楽作品のひとつ。世阿弥自筆能本が現存し、南北朝時代に制作された『雲林院』と、その作品の主に後半をまったく異なる展開に改作した『雲林院』がある。現行曲として五流に上演されているのは改作された『雲林院』であり、本項目でもそちらについて述べる。

## あらすじ
摂津国の芦屋に住む公光は、若い頃に『伊勢物語』の相伝を授けられて以来、明けても暮れてもその良さを楽しんできた。ある夜、束帯した男と紅の袴を着た女人が『伊勢物語』の本を見ながら木陰の花のもとに立っているという夢を見た。あたりにいた翁に問えば、あれこそが『伊勢物語』の主人公の在原業平と二条后であり、場所は紫野の雲林院と語ったところで目が覚めた。あまりにはっきりした夢だったので、さっそくそこに行ってみようと思った。公光は雲林院に着くと、たしかに夢で見たような古跡で荒れていたが、花だけは昔を忘れないかのごとく咲いている。夢で見た二人の姿は見えないが、いつまでもいるわけにもいかないので、木陰に寄ってその花を折り帰ろうとした。
公光が花を折ると、風も無いのに花が折れるとは人が折ったのでしょうかと、残念そうに言いながら老人が現れる。そして公光に、花を折る狼藉の人は立ち退きなさいと言った。公光も花を愛するからこそ折ったのですと言い返し、押し問答になる。最後に老人は、花を手折るのを惜しむのも、乞うのも、いずれも花に対する思いやりの心からなのでしょうと言った。そして、なぜここにいるのか仔細を尋ねて事情を知ると、雲林院は二条后の山荘であり、きっとあなたの志を感じた二条后が現れて、『伊勢物語』のことをもっと授けるつもりなのでしょうと言った。この花の下で寝て夢でそれをご覧下さいと言うので、そういうあなたはどなたなのでしょうと、公光は問いかける。すると老人はこの姿から昔男とはわかりませぬかと言うので、公光が、ではあなたは在原業平なのですかと言うと、今は明かせませんが夢で私の姿を見れば疑わしいことも無くなるでしょうと言って、夕空の霞のなかに姿が見えなくなった。
公光と従者は、月下の花の木陰に臥して横になると、業平の霊が現れて、公光に乞われるままに伊勢物語の数々を語りはじめた。業平は二条后と互いに心を寄せ、恋路に踏み出した経緯を述懐するが、そのうち夜遊の曲を思い出して舞を舞い始める。そして、この物語はいくら語っても語り尽くせるものではありませんが、末の世迄も恋慕の心をつたえる言葉で書かれた物語なのですと言いながら夜通し語るうちに、公光は夢から覚めるのであった。

## 登場人物
- 前シテ  老人
- 後シテ  在原業平の霊
- ワキ  芦屋の公光
- ワキツレ  公光の従者たち
- アイ  北山の里人

## 作者
元となる古作の雲林院も改作された雲林院も作者不明だが、金春禅竹の『歌舞髄脳記』に出てくる『雲林院』は改作された『雲林院』とみられ、また、それが初見とされること。さらに禅竹作の『小塩』と内容が類似することから、禅竹を改作者とする説もある。

## 典拠
古作の雲林院は、伊勢物語の主に2・6・9・12・65・123段に、当時の伊勢物語の古注釈の素材を用い、新たな物語として作られている。それを改作した現行の雲林院も、同じく伊勢物語の古注釈をもとに作られている。

## 上演記録
現行の雲林院は、室町時代にはあまり上演されなかったと見られ、1593年の徳川家康の所演が知られるのみである。江戸時代は観世・宝生流の所演曲となり、後期になると金剛・喜多流も演じるようになる。金春流だけは1992年になって所演曲としている。
古作の雲林院は金剛権守が薪能で演じ、喜阿弥が謡ったとされることから南北朝時代の作品と言われているが、室町時代の初期に廃曲になったとも言われている。1982年に法政大学能楽研究所によって、世阿弥自筆本より復活上演された。以降も観世流の一部によって上演されている。

## 現行曲と古作の雲林院の違い
前半はほぼ同じであるが、後半が大きく異なっている。古作は二条后の霊と藤原基経の霊が現れ、兄弟愛の妄執を描いた執心男物とされる。対して現行の雲林院は業平だけが登場し、旧懐しながら舞を舞う美男物である。
また、現行曲はワキツレとアイが登場する間狂言があるが、古作の世阿弥自筆本にはワキツレとアイが登場しない。おそらく雲林院の原形にも登場しなかったのであろうと推測されている。

## 古作の雲林院の後半部分

### 登場人物
- 後シテ  基経
- ツレ 二条后
- ワキ  公光

### あらすじ
公光が夢を見はじめると、美しい女人が紅の袴を召して現れる。その女人は二条の后であると名乗り、この世への執着ゆえにここに戻ってきたのですと告げる。そして乞われるままに伊勢物語のことを語り始める。二条后は、この物語で「武蔵野の若草を焼かないで欲しい、そこには若草のような夫と私が籠っているから」と、武蔵野で歌を詠んだことになっているが、それは本当は春日野のことであると言った。そして二条后の兄の基経の霊が現れると、その夫とは業平であり、后を取り返したのは基経で、物語で「鬼一口」と書かれている鬼も基経であり、鬼の姿でその時の物語を再現しようと言った。后は誰も恨むことはありませんが、昔兄に追われて業平とともに武蔵野へ逃げたのですと言う。基経は武蔵野に果てずとも恋路には限りがあり、いつまでも身を忍ばせることなどできぬと言った。后は、では昔のように武蔵塚の内に逃げ込み隠れましょうと言った。基経は、ここまで姿が見えていたが暗くなって見えなくなったと言い、野に火をとぼし焼き狩りのごとく探すと一つの塚があった。そこが怪しいと思い奥に入ると、そこに后と業平を見つける。業平は生前の物語を語りながら、それも今となっては恥ずかしいと言い、基経も、后が業平を慕っていたことは恥ずかしいことだと言う。業平は宇津の山を越え隅田川に着いたと言うが、基経は武蔵野とは本当は春日野であったのだと言い、后を取り返して帰った。夜も明けると、そこは武蔵野でも春日野でもなく、雲林院の花のもとであり、基経や后の姿も夢のように消えていたのだった。

### 後半の業平の登場
前半に出てきた業平の化身である老人は、後半に再び業平が登場するかのようにほのめかしているが、後半に業平が登場していないとする説もある。それに対して基経が武蔵塚で后を見つけた以降の地謡の三カ所は、業平の文句であると解する説がある。本項目のあらすじは、業平が登場したとする説におけるものである。